# Шпак, Анатолий Петрович
Анато́лий Петро́вич Шпак (12 мая 1949, Невинномысск — 29 июня 2011, Киев) — украинский ученый, профессор, академик НАН Украины, первый вице-президент НАН Украины, иностранный член РАН, иностранный член-корреспондент Австрийской академии наук. Лауреат Государственной премии Украины. Заслуженный деятель науки и техники Украины. Специалист в области спектроскопии поверхности твёрдого тела, возглавлял Институт металлофизики им. Г. В. Курдюмова НАН Украины (с 2002 года).

## Биография
Анатолий Шпак окончил Ростовский государственный университет в 1971 году по специальности материаловедение, поступил в Институт металлофизики им. Г. В. Курдюмова, где с 1985 года заведует лабораторией, с 1996 года — отделом спектроскопии поверхности твёрдого тела. С 2002 года — директор института.
С 1998 года также заведует кафедрой прикладной физики физико-технического факультета НТУУ КПИ,
С 1977 года работает в аппарате Президиума АН УССР. С 1993 года — главный учёный секретарь НАН Украины, с 1998 года — первый вице-президент НАН Украины.

## Научная деятельность
Анатолій Петрович Шпак — автор нескольких сотен научных работ. Он является главным редактором научных журналов «Металлофизика и новейшие технологии», «Успехи физики металлов» и сборника научных работ «Наносистеми, наноматеріали, нанотехнології»; членом редколлегий научных журналов «Вісник НАН України», «Доповіді НАН України», «Искусственный интеллект», «Наука та наукознавство», «Наукові вісті Національного технічного університету України „Київський політехнічний інститут“», «Фізика і хімія твердого тіла» и «Украинского реферативного журнала „Джерело“».
На основе фундаментальных исследований атомной и электронной структуры низкоразмерных систем Анатолием Шпаком были разработаны физико-химические основы нового научного направления — кластерного материаловедения.
Для этого направления ученый начинает развивать начатые ещё в 1970-х годах работы, связанные с материаловедением силицидов переходных материалов. Эти работы обрели особую актуальность в связи с поиском перспективных материалов с аномально высоким углом Керровского вращения, которые использовались в новейших системах записи компьютерной информации. Комплекс исследований проводился в рамках общеевропейской программы «Physical properties of bulk single crystals and thin filmsof metal silicides».

## Награды
- Орден князя Ярослава Мудрого IV степени (26 июня 2008 года) — за весомый личный вклад в развитие конституционных принципов украинской государственности, многолетний добросовестный труд, высокий профессионализм и по случаю Дня Конституции Украины[7].
- Орден князя Ярослава Мудрого V степени (26 ноября 2003 года) — за выдающиеся личные заслуги в развитии отечественной науки, укрепление научно-технического потенциала и по случаю 85-летия Национальной академии наук Украины[8].
- Орден «За заслуги» III степени (13 мая 1999 года) — за весомый личный вклад в развитие отечественной науки, многолетнюю плодотворную научную деятельность[9].
- Орден Дружбы (19 января 2004 года, Россия) — за большой вклад в развитие науки и укрепление дружбы и сотрудничества между Российской Федерацией и Украиной[10].
- Заслуженный деятель науки и техники Украины.